# Барково (Нижегородская область)
Барково — деревня в Княгининском районе Нижегородской области России. Входит в состав Соловьёвского сельсовета.

## География
Деревня находится на юго-востоке центральной части Нижегородской области, в зоне хвойно-широколиственных лесов, на правом берегу реки Ракитки, к западу от автодороги 22Н-2206, на расстоянии приблизительно 6 километров (по прямой) к западу-северо-западу (WNW) от Княгинина, административного центра района.
Климат
Климат характеризуется как умеренно континентальный, с коротким тёплым летом и холодной снежной зимой. Среднегодовая температура — 3,6 °C. Средняя температура воздуха самого тёплого месяца (июля) — 18,7 °C (абсолютный максимум — 37 °C); самого холодного (января) — −12 °C (абсолютный минимум — −45 °C). Среднегодовое количество атмосферных осадков составляет около 582 мм, из которых 65 % выпадает в тёплый период.
Часовой пояс
Деревня Барково, как и вся Нижегородская область, находится в часовой зоне МСК (московское время). Смещение применяемого времени относительно UTC составляет +3:00.

## Население
| 2002 | 2010 |
| ---- | ---- |
| 91   | ↘70  |

Национальный состав
Согласно результатам переписи 2002 года, в национальной структуре населения русские составляли 96 %.